# 新丽传媒
新丽传媒集团有限公司（簡稱新丽传媒）是中國大陸在2007年所成立的視影制作公司，主以偶像劇，都市生活剧和年代剧為主，位於中國北京。
2018年3月10日，騰訊旗下林芝騰訊科技以33.1704億元人民幣入股光線傳媒旗下新麗傳媒27.6420%股權。8月13日閱文集團以總代價155億人民幣，向騰訊旗下Tencent Mobility及新麗管理層成員，全購從事電視劇、網絡劇及電影的製作和發行的新麗傳媒，交易將以現金及發行新股方式進行。原本主打文學出版和電子書的閱文集團，收購新麗傳媒之後，將形成從文學創作到影視製作發行的完整戰略鏈條。新丽传媒亦做出三年业绩承诺（对赌协议），在2018年、2019年和2020年分别实现不低于5亿元、7亿元和9亿元的净利润。2020年仍未完成。2020年12月14日，因阅文集团收购新丽传媒股权存在未依法申报违法实施经营者集中案的情形，国家市场监督管理总局依据《中华人民共和国反垄断法》，对阅文集团处以50万元人民币罚款的行政处罚。

## 作品

### 電視劇
- 2008年《我是太阳》
- 2008年《血色迷雾》
- 2009年《秘密列车》
- 2010年《姐妹新娘》
- 2010年《告密者》
- 2010年《你是我兄弟》
- 2010年《爱上男主播》
- 2011年《人到四十》
- 2011年《请你原谅我》
- 2011年《传奇之王》
- 2012年《赏金猎人》
- 2012年《后厨》
- 2012年《悬崖》
- 2012年《浮沉》
- 2012年《北京爱情故事》
- 2012年《孤军英雄》
- 2012年《杜拉拉升职记》
- 2013年《我的父亲母亲》
- 2013年《假如生活欺骗了你》
- 2013年《辣妈正传》
- 2014年《大丈夫》
- 2014年《父母爱情》
- 2014年《一仆二主》
- 2014年《相爱十年》
- 2014年《团圆饭》
- 2014年《二炮手》
- 2015年《虎妈猫爸》
- 2015年《大猫儿追爱记》(海润影视集团合拍)
- 2016年《女医明妃传》(唐人影视合拍)
- 2016年《小丈夫》
- 2016年《胭脂》(海润影视集团合拍)
- 2016年《余罪》
- 2017年《白鹿原》
- 2017年《我的前半生》
- 2017年《风筝》
- 2017年《独步天下》
- 2018年《爱情进化论》
- 2018年《如懿传》
- 2018年《斗破苍穹》
- 2019年《惊蛰》
- 2019年《庆余年》
- 2019年《精英律师》
- 2020年《狼殿下》(耀客传媒合拍)
- 2020年《鹿鼎記》
- 2021年《斗罗大陆》
- 2021年《天龍八部》
- 2021年《叛逆者》
- 2021年《雪中悍刀行》
- 2022年《卿卿日常》
- 2024年《與鳳行》
- 2024年《大奉打更人》

### 待播电视剧
- 《Loli的美好时代》

### 电影
- 《搜索》
- 《101次求婚》
- 《失恋33天》
- 《隐婚男女》
- 《山楂树之恋》
- 《道士下山》
- 《火锅英雄》
- 《一吻定情》
- 《只有芸知道》

## 獎項
- 2012年 第九届全国十佳电视制片 十佳电视剧出品单位[7]
- 2012年 第九届全国十佳电视制片 全国十佳电视制片优秀电视剧奖 (《悬崖》《你是我兄弟》《北京爱情故事》)[7]
- 2014年 第十届全国十佳电视制片 十佳电视剧出品单位
- 2015年 第17届华鼎奖 中国百强电视剧最佳制作机构
- 2016年 第19届华鼎奖 中国百强电视剧最佳制作机构

## 外部連結
- 官方网站